# Heriberto Morales
Heriberto Morales (Morelia, 10 de março de 1975) é um ex-futebolista profissional mexicano que atuava como defensor.

## Carreira
Heriberto Morales integrou a Seleção Mexicana de Futebol na Copa América de 2001.

## Títulos
Seleção Mexicana
- Copa América de 2001: Vice